# Steyr SK 105
Steyr SK-105 Kürassier (нем. кирасир) — австрийский лёгкий танк 1970-х годов. В австрийских вооружённых силах классифицируется как истребитель танков.

## История
Танк SK 105, также известный под названием Kürassier, разрабатывался с 1965 года компанией Saurer-Werke. В 1970 году разработку танка по требованиям австрийских сухопутных войск переняла компания Steyr-Daimler-Puch. 
Первый опытный образец создан в 1967 году, а установочная партия последовала в 1971 году.
Общий выпуск составил около 600 машин, производство завершено. Танк состоял на вооружении армий вооружённых сил Австрии и экспортировался в несколько других стран мира.

## Конструкция
Механик-водитель располагается впереди слева. Башня размещена в центральной части корпуса, двигатель и трансмиссия — в задней. Башня с двухплоскостным приводом представляет собой улучшенную французскую качающуюся башню Fives-Cail Babckok FL-12, в верхней части которой находится 105-мм пушка. Слева от пушки — место командира, справа — наводчика.
Башня сложной формы расположена в центральной части корпуса. Командирская башенка расположена слева. Справа на крыше башни размещён большой прожектор, работающий в инфракрасном и обычном режиме. Под ним — лазерный дальномер. 105-мм пушка снабжена дульным тормозом с двумя отражательными перегородками, а также теплоизоляционным кожухом. Индивидуальная торсионная подвеска включает в себя пять опорных катков с каждой стороны, а также переднерасположенные ленивцы, заднерасположенные ведущие колёса и по три поддерживающих катка.
Боепитание пушки производится двумя магазинами револьверного типа по 6 снарядов каждый. Пушка ведёт огонь осколочно-фугасными, противотанковыми кумулятивными и дымовыми снарядами, однако при небольших доработках она также может стрелять бронебойными подкалиберными снарядами с отделяющимся поддоном.
Вертикальная и горизонтальная наводка осуществляется механическими приводами (предусмотрено аварийное ручное управление). Башня вращается на 360° в горизонтальной плоскости. Вертикальная наводка — в диапазоне −8/+12°.
Боевая масса танка — 17,8 т — вполне сопоставима с массой современных БМП и БТР.

## Модификации
- Steyr SK 105/A2 — модернизированный вариант танка SK 105 с рядом усовершенствований, включая новую систему управления огнём и автоматом заряжания и бронебойные оперённые подкалиберные снаряды.
- SK-105A3 — на танке установлено 105-мм американское орудие M68 (аналог английской L7), стабилизированное в двух плоскостях наведения (это стало возможным после установки на пушку высокоэффективного дульного тормоза и внесения изменений в конструкцию башни), а также новая система управления огнем (лазерный дальномер и электронный баллистический вычислитель). Значительно усилена броневая защита передней части башни (в результате, боевой вес машины возрос до 20,7 тонн)[1].
- Patagón — аргентинский вариант модернизации (башня французского танка AMX-13 на шасси SK-105).
- Pionierpanzer SK 105 PiPz — сапёрный танк для инженерных войск, оборудованный бульдозерным отвалом, неповоротной экскаваторной рукоятью (способной выполнять роль подъёмного крана грузоподъёмностью до 6 тонн), шнековым буром и лебёдкой. Вооружение — один 12,7-мм пулемёт. Масса — 22 тонны, длина — 7,4 м, ширина — 2,5 м, высота — 3,15 м[2][3]

## Страны-эксплуатанты
- Австрия — по состоянию на 2010 год, 48 SK-105 оставалось на вооружении и ещё 71 на хранении[4], в дальнейшем они были сняты с вооружения[5]
- Аргентина — в 1978 году в Австрии были заказаны и в 1979—1980 гг. — поставлены первые танки SK-105, в 2005—2009 гг. четыре из них были переоборудованы в танки «Patagón»; по состоянию на начало 2022 года 107 SK-105A1, 6 SK-105A2 и 4 «Patagón» оставались на вооружении аргентинской армии[5]
- Боливия — в 1978 году в Австрии были заказаны и в 1979—1980 гг. — поставлены первые 36 танков SK-105 и две БРЭМ на их базе; по состоянию на начало 2022 года 36 SK-105A1 и 18 SK-105A2 оставались на вооружении[5]
- Ботсвана — в 2000 году вооружённые силы Ботсваны получили 20 снятых с вооружения австрийской армии танков SK-105, по состоянию на начало 2022 года 20 танков SK-105 оставались на вооружении бронетанковой бригады армии Ботсваны[5]
- Марокко — 111 SK-105[5]
- — Полисарио имеет трофейные марокканские SK-105.[6]
- Тунис — 48 SK-105, по состоянию на 2009 год[7]